# Domkapitel Lebus
Das Domkapitel Lebus unterstützte die Bischöfe von Lebus in ihrer Tätigkeit. Es bestand von 1124 bis 1276 in Lebus, dann bis 1326 in Göritz, seit 1254 wieder in Lebus und von 1373/85 bis 1540 in Fürstenwalde.

## Struktur
Das Domkapitel bestand aus Weltgeistlichen (Säkularkanonikern). Diese gehörten keinem Orden an und waren damit auch an keine Ordensregeln gebunden. Es wählte den Bischof und stand ihm in geistlichen und in Verwaltungsangelegenheiten zur Seite. Es wurde von einem Propst geleitet. Zum Domkapitel gehörten im 13. und 14. Jahrhundert etwa acht Geistliche, die genaue Anzahl ist nicht überliefert.
In der Anfangszeit waren die Kanoniker oft polnischer, im 13. Jahrhundert schlesischer und seit dem 15. Jahrhundert dann brandenburgischer Herkunft.

## Geschichte
Aus der Anfangszeit des Bistums Lebus seit 1124/33 sind keine Erwähnungen des Domkapitels erhalten. Es bestand aber wahrscheinlich, und die Mitglieder hielten sich auf Grund der unsicheren politischen Verhältnisse an anderen Orten auf.
1226 wurde erstmals ein Domkapitel von Lebus in der Umschrift eines Siegels genannt, dann seit 1229 auch in Urkunden.
Nach 1249 gab es wiederum keine Erwähnungen eines Kapitels mehr in Lebus, nachdem das Territorium in den weltlichen Besitz des Erzbistums Magdeburg übergegangen war. Die Kanoniker hielten sich in dieser Zeit größtenteils in Frankfurt an der Oder auf.
1276 wurde der Sitz des Domkapitels nach Göritz östlich der Oder verlegt. Nachdem diese Residenz 1325 von Truppen des brandenburgischen Markgrafen Ludwig I. zerstört worden war, lebten die Geistlichen wieder an verschiedenen Orten in Schlesien und Großpolen.
Seit 1354 konnten sie nach Lebus zurückkehren, nachdem dem Bistum Lebus die Stadt und die Burg Lebus erneut übergeben worden waren. Es entstanden neue Domherrenkurien und der Bau einer neuen Kathedrale wurde begonnen. 
1373 wurden die Häuser der Kanoniker nach der Eroberung Lebus durch Kaiser Karl IV. zerstört und die Kathedrale als Pferdestall entweiht. Es begann daraufhin der Umzug des Domkapitels nach Fürstenwalde, der 1398 abgeschlossen war.
Nach 1540 wurde das Domkapitel im Zuge der Reformation in Brandenburg aufgelöst.